# جامعة تعز
جامعة تعز جامعة يمنية تأسست في 19 أبريل 1993، وافتتحت في 11 أكتوبر 1995 م بمدينة تعز، تتكون من ثماني كليّات و17 مركزًا علميًا ودوائر مختلفة. تقع مبانيها الحديثة في منطقة حبيل سلمان بمديرية المظفر في المدخل الغربي لمدينة تعز، حيث يحتضن الموقع حاليًا سبع كليات هي (الحقوق - التربية - العلوم الإدارية - العلوم التطبيقية - الهندسة - اللغات والترجمة - الطب والعلوم الصحية)، وكذلك المراكز التابعة للجامعة، فيما تقع كلية الآداب في منطقة العرضي جوار المتحف الوطني بمديرية القاهرة، أما مبنى رئاسة الجامعة فلا يزال في المقر القديم للجامعة في منطقة شعب سليط جوار القصر الجمهوري بمديرية صالة
تحتضن الجامعة حاليا ما يزيد عن 60 ألف طالب وطالبة، تشكل الإناث النسبة الأكبر والتي تصل إلى 60%، وقد صدر في شهر مارس 2013 قرار تكليف الأستاذ الدكتور محمد الشعيبي للقيام بمهام رئيس الجامعة بعد استقالة الأستاذ الدكتور محمد عبد الله الصوفي لأسباب ناتجة عن الثورة الشبابية الشعبية التي شهدتها اليمن خلال العامين 2011 - 2012.

## الكليّات
تتكون جامعة تعز من ثمان كليات نرتبها هنا حسب تاريخ إنشائها

### كلية التربية
أُنشئت في العام الجامعي (1985/1986)، وكانت تتبع جامعة صنعاء آنذاك، ومدة الدراسة فيها أربع سنوات. وهي أولى كليات جامعة تعز ونظام الدراسة فيها نظام الفصلين الدراسيين. وتهدف إلى إعداد معلمين مؤهلين تأهيلاً أكاديمياً تخصصياً ومهنياً تربوياً وثقافياً يستجيب لمتطلبات العملية التربوية في اليمن، واحتياجات مدارس التعليم العام. ويتبع الكلية أقسام إدارية وهي قسم أصول التربية، وقسم المناهج وطرائق التدريس، وقسم تكنولوجيا التعليم، وقسم علم النفس التربوي. وأبرز التخصصات التي يتم تدريسها في الكلية هي أصول تربية، مناهج وطرق تدريس، علوم القران، الكيمياء، الفيزياء، الأحياء، رياضيات، اللغة العربية، اللغة الإنجليزية، الإرشاد النفسي والتربوي، رياض الأطفال، تربية خاصة، معلم صف،، معلم مجال : «علوم، رياضيات، إنجليزي، علوم قرآن». وتمنح كلية التربية درجة البكالوريوس في التخصصات السابقة، كما بدأ في العام الجامعي (2003/2004) برنامجُ الدراسات العليا لتحضير درجة الماجستير والدكتوراه في الأقسام والتخصصات التالية: قسم الأصول والإدارة التربوية (تخصص أصول تربية - تخصص إدارة تربوية - تخصص تخطيط تربوي) وقسم المناهج وطرق التدريس (اللغة الإنجليزية –الاجتماعيات -قسم علم النفس – العلوم- التربية البدنية)، .
كما بدأت الكلية في العام الدراسي 2019-2020 الدراسة ببرنامج الماجستير في قسم تكنولوجيا التعليم وستبدأ في العام 2023 برنامج الدكتوراه .كما أقرت الكلية فتح برنامج البكالوريوس لتكنولوجيا التعليم والمكون من شعبتين [شعبة تقنية المعلومات التربوية ITE]و[شعبة معلم الحاسوب CT] وذلك بهدف إعداد وتأهيل معلمين في مجال الحاسوب وإخصائي شبكات تعليمية في تقنية المعلومات وتكنولوجيا التعليم باستخدام تقنية ال VR, AR ,MR تحت إشراف البروفيسور جمال علوي ويشترط من الطلاب الراغبين في الدراسة في هذه التخصصات الحصول على معدل 70% فما فوق في القسم العلمي بالإضافة إلى اجتياز امتحان القبول.

### كلية العلوم التطبيقية
أنشئت في العام الجامعي (1990/1991)، وكانت عند إنشائها تتبع جامعة صنعاء، ومدة الدراسة فيها أربع سنوات، ونظام الدراسة فيها نظام الفصلين الدراسيين. وتهدف إلى إعداد اختصاصيين في مجالات العلوم الأساسية المختلفة التي تتطلبها ظروف المجتمع اليمني، وإجراء البحوث العلمية والتطبيقية في مجالات العلوم الأساسية، بما يحقق تقدم العلم وتنمية المجتمع. وتقدم الكلية برامج البكالوريوس في البرامج التالية: الحاسوب -الطفيليات. كما تمنح الكلية شهادة البكالوريوس والدراسات العليا في التخصصات التالية:الميكروبيولوجي التطبيقي - الكيمياء - علوم الحياة - الجيولوجيا - الفيزياء - الرياضيات. ومنذ العام الجامعي (2003/2004) بدأت الكلية برنامجًا للدراسات العليا للحصول على درجة الماجستير في التخصصات السالف ذكرها.
في عام 2023م افتتحت كلية العلوم التطبيقية قسم الأمن السيبراني، يُمنح المتخرج فيه درجة البكالوريوس في الأمن السيبراني، ويكون المتخرج في هذا البرنامج قادرا على العمل في أي من المجالات التالية: مستشار أمن سيبراني، مهندس أمن سيبراني، محلل أمن سيبراني،  مدير معلومات وأمن سيراني، مطور برمجيات، مدير شبكات، مدير أمن المعلومات والأمن السيبراني.

### كلية الآداب
أنشئت كلية الآداب في العام الجامعي: (1991/1992)، وكانت تتبع جامعة صنعاء آنذاك، ومدة الدراسة فيها أربع سنوات وفق نظام الفصلين الدراسيين. الهدف من إنشاء هذه الكلية هو إعداد كوادر متخصصة في الآداب والدراسات الإسلامية والإنسانية واللغات، لتأخذ دورها في مجالات الحياة المختلفة، والعمل على تعميق التواصل بين حضارة الماضي وجديد الحاضر والمستقبل، وإعداد الطلبة إعداداً علمياً يؤهلهم للإسهام في إحداث نهضة في مجالات التوعية الثقافية والتذوق الفني وتنمية القدرة على الحوار واحترام الرأي الآخر ونبذ التعصب والاستبداد بالرأي والتواصل مع الآخر واستيعابهم في سوق العمل. وأبرز التخصصات الدراسية فيها:الدراسات الإسلامية - اللغة العربية - اللغة الإنجليزية - اللغة الفرنسية - علم الاجتماع - التاريخ والعلوم السياسية - الجغرافيا - علم النفس- الإعلام وعلوم الإتصال  - الفنون الجميلة. وتمنح الكلية لطلابها درجة الليسانس في الآداب في التخصصات السابقة، كما بدأ في العام الجامعي (2003/2004) برنامجُ الدراسات العليا لتحضير درجة الماجستير في تخصص اللغة العربية والجغرافيا للعام الجامعي 2004/2005 وبرنامج الدكتوراه تخصص لغة عربية 2008/2009 وفي العام 2021/2022 افتتح برنامج الدكتوراه في علم النفس.

### كلية العلوم الإدارية
أنشئت بداية العام 1994/1995 كفرع لكلية التجارة والاقتصاد بجامعة صنعاء تحت مسمى فرع كلية التجارة بتعز، وقد التحق بها من أول عام جامعي 1490 طالب وطالبة. وبعد أن تأسست جامعة تعز في العام الجامعي 1995/1996 تحوّل اسم الكلية إلى كلية العلوم الإدارية، ومدة الدراسة فيها أربع سنوات وفق نظام الفصلين الدراسيين، وتضم أربعة أقسام بإضافة قسمي الإحصاء والمعلوماتية والتسويق. ومن أبرز أهدافها إعداد كوادر بشرية مؤهلة ومتخصصة في حقول العلوم الإدارية المختلفة، تلبي حاجات المجتمع وسوق العمل. وتوفير البيئة الأكاديمية والنفسية والاجتماعية الداعمة للإبداع والتميز والابتكار وصقل المواهب. وتشجيع البحث العلمي ودعمه ورفع مستواه وبخاصة البحث العلمي والتطبيقي الموجه لخدمة المجتمع وتنميته. وتحسين نوعية وكفاءة موائمة مخرجاتها لتلبي متطلبات المجتمع من خلال وضع معايير وأسس للاعتماد وضبط الجودة وتطبق في جميع أقسامها العلمية وتتطابق مع المعايير الدولية. التعاون مع الجهات الحكومية الأخرى لدعم البرامج التعليمية المختلفة وتقديم الاستشارات العلمية.
وتضم الكلية العديد من التخصصات الدراسية هي:
1. قسم الاقتصاد بشعبتيه (شعبة التجارة والاقتصاد الدولي وشعبة الاقتصاد الصناعي).
2. قسم إدارة الأعمال بشعبتيه (الموارد البشرية ونظم المعلومات الإدارية.
3. قسم المحاسبة والمراجعة.
4. قسم العلوم المالية والمصرفية.
5. قسم السياحة وإدارة الفنادق.
6. قسم التسويق.
7. قسم علوم البيانات وتكنولوجيا المعلومات.

تمنح الكلية درجة البكالوريوس في الاقتصاد والعلوم الإدارية لطلابها في الأقسام السالفة الذكر.

### كلية الحقوق
أنشئت في العام الجامعي (1997/1998)ومدة الدراسة فيها أربع سنوات وتمنح درجة الليسانس في الحقوق. أما أهداف الكلية فتتمثل في إعداد كوادر عالية التأهيل بما يرفع كفاءة الأداء وتزويد تلك الكوادر بمختلف المعارف القانونية اللازمة للعمل في مختلف المجالات القانونية المحلية والدولية. أما لأقسام العلمية بالكلية فهي الشريعة الإسلامية، القانون العام، القانون المدني، القانون الجنائي، القانون التجاري، التشريعيات الضريبية،  القانون الدولي. ومؤخراً تم افتتاح برنامج مشترك للدراسات العليا بين كلية الحقوق بجامعة تعز وكلية الحقوق بجامعة أسيوط جمهورية مصر العربية.

### كلية الطب والعلوم الصحية
أنشئت كلية الطب والعلوم الصحية في العام الجامعي (1999/2000). يَرأسَّها البروفيسور جمال العامري.تهدف الكلية إلى التأهيل العلمي والمهني والأخلاقي للأطباء بما يمكنهم من تقديم الرعاية الصحية والطبية للأفراد والأسر والمجتمع على أسس علمية، وتأهيل الاختصاصيين في مجالات الطب المختلفة بما يستجيب لاحتياجات المجتمع والتطوير المستمر للخدمات الطبية والصحية ومواكبة التطور في العلوم الطبية، وإجراء البحوث العلمية لتشخيص المشكلات الرئيسية في المجتمع واقتراح الحلول العلمية المناسبة لها. ويوجد فيها أربعة أقسام هي أقسام العلوم الطبية الأساسية - أقسام العلوم الطبية التطبيقية - أقسام العلوم السريرية (الإكلينيكية- قسم التشريح العياني وعلم الأجنة  قسم  الهستولوجيا علم الانسجة والخلايا  -التمريض العالي. وتطبق الكلية في شعبة الطب البشري المنهاج الدراسي التكاملي المبني على الوحدات الدراسية وحل المشكلة والمتوجه نحو المجتمع، وينفذ المنهاج على مدى ست سنوات (12) فصل دراسي مدة الفصل الدراسي (18) أسبوع وتقسم هذه الفترة إلى ثلاث مراحل:1.	إعدادي طب – فصل دراسي واحد، 2.	علوم طبية أساسية وتطبيقية – خمسة فصول دراسية، 3.	علوم إكلينيكية ستة فصول دراسية. كما أن الطالب أو الطالبة ملزم بقضاء فترة تدريب إلزامي ومدته سنة (الامتياز) قبل اعتماد تخرجه من الكلية. تمنح الجامعة للمتخرج من شعبة الطب البشري شهادة بكالوريوس طب عام وجراحة.
وفي شعبة التمريض العالي ينفذ المنهاج على أربع سنوات وفصل دراسي إضافي (تدريب إلزامي)، والنظام الدراسي فيها نظام فصلي وتمنح الجامعة للمتخرج من شعبة التمريض العالي شهادة بكالوريوس تمريض عالي، وينفذ المنهج على مدى خمس سنوات (10) فصول دراسية مدة الفصل الدراسي (18) أسبوعاً، والسنة السادسة عملي.

### كلية التربية والعلوم والآداب - التربة
أنشئت كلية التربية بالتربة في العام الجامعي: (1999/2000)، وفي العام الجامعي (2003/2004) أنشئت شعبتا الآداب والعلوم ونظام الدراسة فيها أربع سنوات ونظام الفصلين الدراسيين. وتسعى الكلية إلى إعداد معلم التعليم الأساسي والثانوي ورفد المجتمع بالتخصصات العلمية المطلوبة، والوفاء بالمتطلبات المستقبلية من المعلمين، وخدمة المجتمع المحلي في مجالات: الأسرة والطفولة، والتوعية بالبيئة ونشر الوعي البيئي، وتأهيل المعلمين أثناء الخدمة، والتوعية الاجتماعية، والإسهام في حل مشكلات المجتمع المحلي، وتدريب الكوادر الوظيفية. وتصنف التخصصات في الكلية في ثلاث شعب، هي:
شعبة التربية: وتقدم خمسة تخصصات: علوم القرآن - لغة عربية - لغة إنجليزية - رياضيات.
شعبة الآداب: وتقدم ثلاثة تخصصات: لغة عربية - لغة إنجليزية - علوم القرآن.
شعبة العلوم: وتقدم ثلاثة تخصصات: حاسوب - رياضيات - فيزياء.
وتمنح كلية التربية بالتربة درجة البكالوريوس في التخصصات السالف ذكرها.

### كلية السعيد للهندسة وتقنية المعلومات
أنشئت في العام الجامعي (2003/2004)وشيدت مبانيها على نفقة مجموعة هائل سعيد أنعم التجارية بتكلفة وصلت إلى ملياري ريال يمني. ومدة الدراسة في الكلية خمس سنوات بنظام الفصلين الدراسيين. وتهدف الكلية إلى إعداد كادر هندسي مؤهل بقدرات علمية متميزة تمكنه من تحمل المسؤولية في مختلف المجالات الهندسية المختلفة، وتنمية وتنشيط المواهب الهندسية والتقنية، ومواكبة التطور العلمي المستمر في مختلف التخصصات الهندسية والتقنية، وتقديم استشارات لمختلف المؤسسات الحكومية والمختلطة ومؤسسات القطاع الخاص والمنظمات والهيئات الاجتماعية والأفراد. وتتكون الكلية من عدة أقسام (	هندسة الاتصالات والحاسوب - هندسة البرمجيات - تكنولوجيا المعلومات - الهندسة الصناعية ونظم التصنيع-	هندسة الميكاترونيات و[[الروبوتات] -هندسة الشبكات والنظم الموزعة])وتمنح جامعة تعز بناءً على توصية مجلس كلية الهندسة وتقنية المعلومات درجة البكالوريوس في الهندسة في التخصصات السالف ذكرها  وفي العام 2024  افتتحت اقسام  وبرامج جديدة في الكلية حيث اعلن  في 5 اغسطس 2024 فتح برنامج هندسة الطاقة المتجددةويتبع  قسم هندسة الميكاترونيات والروبوتات كما  بدات الكلية العمل في برنامج الذكاء الاصطناعي وعلم البيانات التابع لقسم هندسة تكنولوجيا المعلومات

العميد / د. أمين سيف

### كلية اللغات والترجمة
بدأت كمركز اللغات أول مركز أكاديمي أٌنشئ في جامعة تعز بموجب قرار رئيس الجامعة رقم (89) سنة 1998 م، وللمركز هيئة أكاديمية عملت على تطوير العمل الأكاديمي داخل الجامعة من خلال الأنشطة الأكاديمية والتعليمية التي قدمها. ويهدف المركز إلى تقديم برامج لغوية لطلاب الجامعة الراغبين بالالتحاق بالدورات النوعية والتخصصية التي يقيمها المركز، والمساهمة الفاعلة في تقديم خدمات متميزة في مجال تعليم اللغات للمجتمع المحلي بكافة شرائحه وجهاته الحكومية وغير الحكومية، وتحسين المهارات اللغوية لأعضاء هيئة التدريس في الجامعة وموظفيها.
```
وفي  21 ابريل 2024 م صدر قرار رئيس الجامعة رقم (73) بإنشاء كلية اللغات والترجمة
[
6
]
، ودُشن العمل رسميا
```

الوحدات والإدارات التابعة للمركز:
1. وحدة اللغة العربية
2. وحدة اللغة الإنجليزية
3. وحدة الترجمة
4. إدارة القبول والتسجيل
5. إدارة الخدمات
6. إدارة الشئون المالية والإدارية
7. إدارة الشئون الأكاديمية والدراسات العليا

## المراكز والدوائر التابعة للجامعة

### مركز التدريب والتأهيل والاستشارات
أنشي المركز بموجب قرار رئيس الجامعة رقم (154) لسنة 2002م.يهدف المركز إلى تحقيق وظيفة الجامعة في خدمة المجتمع من خلال الإسهام في التأهيل، والتدريب المستمر للكوادر الإدارية والفنية باستخدام الوسائل الحديثة، وإلى تقديم برامج تعليمية ودورات تدريبية في التخصصات المختلفة في غير مجال التربية والتعليم بمنح دبلوم سنتين بعد الثانوية، وإلى تقديم الاستشارات إلى القطاعات الحكومية والخاصة.
وتتحدد مهام مركز التدريب والتأهيل والاستشارات في الآتي: التأهيل والتدريب للكوادر الإدارية والفنية في المجالات غير التربوية، تقديم برامج ودورات في التخصصات المختلفة في المجال غير التربوي، وتقديم الاستشارات للقطاعات الحكومية والخاصة والمشتركة غير التربوية.
أما وحدات المركز:
- وحدة التأهيل
- وحدة التدريب
- وحدة الاستشارات

الدبلومات التي يقدمها المركز:
- دبلوم سكرتارية وحاسوب
- دبلوم تسويق
- دبلوم محاسبة
- دبلوم لغة إنجليزية

### مركز التأهيل والتطوير التربوي
أنشئ بموجب قرار رئيس الجامعة برقم (155) وتاريخ 7/7/2002م كمركز متخصص لدعم العملية التربوية.ويهدف المركز إلى تحقيق الإسهام الفاعل للجامعة في خدمة المجتمع، من خلال الإسهام في تأهيل وتطوير قدرات ومهارات العاملين في التربية والتعليم، وتقديم برامج التدريب التربوي والاستشارات في مجالات التربية والتعليم، وإجراء الدراسات والبحوث التربوية. وتتركز مجالات عمل المركز في التأهيل والتدريب للعاملين في التربية والتعليم أولمن يرغبون في الالتحاق به وكذا تقديم الاستشارات والبحث في الشؤون التربوية والتطوير التربوي. ويسهم المركز في تأهيل ورفع مستوى العاملين في ميادين التربية والتعليم أو الذين يرغبون في الالتحاق في هذا الميدان مستقبلاً برفع مستواهم من مستوى الدبلوم المتوسط إلى مستوى البكالوريوس في التعليم الأساسي، أو من مستوى الثانوية إلى مستوى الدبلوم.والإسهام في تنمية قدرات ومهارات العاملين في التربية والتعليم، من خلال التدريب والاستشارات التربوية وجراء الدراسات والبحوث التربوية في مجال التربية والتعليم.
تتنوع البرامج التي يقدمها المركز في مستويين هما:
أ‌-	مستوى البكالوريوس للملتحقين من حملة الدبلوم المتوسط في الحاسوب وفي التربية بتخصصاتها المختلفة.
ب‌-	مستوى الدبلوم: للراغبين من حملة الثانوية في الالتحاق بالمركز للحصول على دبلوم علوم المكتبات وتقنية المعلومات.
ومن أبرز أنشطة المركز 	عقد أربعة مؤتمرات للطفولة.

### مركز الدراسات البيئة وخدمة المجتمع
أنشئ المركز بموجب قرار رئيس الجامعة برقم (9) وتاريخ 13/1/2003م ويمثل المركز وحدة من أدوات التواصل المباشر بين الجامعة والمجتمع بهدف خلق ثقافة بيئية من خلال حملات التوعية والدورات التدريبية والمؤتمرات وتدريب وتأهيل كوادر يمنية متخصصة في هذا المجال، كما يعمل على أعداد الدراسات والخطط للتعامل مع المشاكل البيئية وحلها بطرق علمية صحيحة وتقديم الاستشارات الفنية للجهات المتخصصة في المؤسسات الحكومية والقطاع الخاص. ويهدف إلى إجراء الدراسات والأبحاث العلمية البيئية بهدف تحديد مصادر التلوث المختلفة والمخاطر والكوارث الطبيعية وتأثيرها على البيئة، وإلى نشر الوعي البيئي لدى الفرد والمجتمع، وإلى تقديم الاستشارات الفنية والأبحاث العلمية والمسح البيئي

### مركز الحاسوب وتقنية المعلومات
أنشئ المركز بموجب قرار رئيس الجامعة رقم (279) في عام 2001م ويهدف إلى مواكبة كل جديد في تقنية المعلومات وتوظيفها في خدمة أنشطة الجامعة الأكاديمية والإدارية وخدمة المجتمع بغرض المساهمة في تحقيق التنمية البشرية والمساهمة في تحقيق مكانة عالية للجامعة بين مؤسسات التعليم العالي في المجتمع اليمني والعربي والدولي.
أنشطة المركز: ومن أنشطته يقوم بمنح درجة الدبلوم سنتان في الأقسام التالية: علوم حاسوب 2- تقنية هندسة حاسوب 3- الشبكات والدعم الفني4- تقنية المعلومات 5- دبلوم دولي سيسكو ومايكروسوفت.(أ- دبلوم مهارات الحاسوب نظام سنة ب- دبلوم شبكات الحاسوب نظام سنة.كما يقوم المركز بمنح شهادات دولية معتمدة عالميا ممن خلال الأكاديميات الدولية التي تم اعتمادها –في المركز وبترخيص دولي وباعتبار المركز فرعا لهذه الأكاديميات الدولية وبكوادر دولية متخصصة حاصلة على شهادات دولية تخولها القيام بالتدريس في هذه الأكاديميات وهي:1)	أكاديميات الشبكات الدولية (سيسكو Cisco): بكل تخصصاتها.

### دائرة تقويم الأداء الأكاديمي وضمان الجودة
تأسست الدائرة عام 2004م، وتعتبر الجهة المسئولة عن التخطيط والمتابعة والتقويم للبرامج الدراسية بالجامعة، وتنفيذ برامج التدريب والتنمية الأكاديمية للعاملين فيها وتقويم أدائهم، وتحقيق الريادة في تقديم المخرجات والخدمات والخبرات التطويرية للعمل الأكاديمي والارتقاء بمستوى عملية التعليم والتعلم ورفع مستوى الأداء والمحافظة على الإنجاز المتميز، وإنجاز التقويم الأكاديمي السنوي بالتنسيق مع شعب تقويم الأداء الأكاديمي وضمان الجودة بالكليات والمراكز، والسعي نحو تأهل كليات الجامعة ومراكزها للحصول على الاعتماد وكسب ثقة ورضاء المستفيدين من مخرجاتها.
وتتكون الدائرة من (5) وحدات فنية وأكاديمية هي:
1.	وحدة ضمان الجودة
2.	وحدة التدريب والتنمية الأكاديمية
3.	وحدة المناهج ومصادر التعلم
4.	وحدة البيانات والمعلومات
5.	وحدة الدراسات والبحوث
بالإضافة إلى الإدارة المالية والإدارية والسكرتارية، المعاونة.

### مركز خدمة المجتمع بالتربة
أنشأ بقرار رئيس الجامعة عام 2005موتتحدد وظيفته في خدمة المجتمع المحلي وتقديم خدمات متميزة للمعلمين في الارتقاء بمستوياتهم ورفع درجة تأهيلهم ليتمكنوا من أداء رسالتهم، كما أن المركز يقدم لمن لم يتمكن من الالتحاق بالتعليم الجامعي بمنحه درجة الدبلوم في أي تخصص يناسب قدراته ويعطي المركز فرصة تدريبية لتحسين مهارات وأداء العاملين والموظفين في المجتمع المحلي.
ويتكون من (3) وحدات، هي:
1-	وحدة التعليم المستمر: وتقدم دبلوم لمدة سنتين بعد الثانوية، في التخصصات: حاسوب- محاسبة- علومقرآن.-لغة إنجليزية ودبلوم المختبرات، مدته (3) سنوات بعد الثانوية.
2-	وحدة التأهيل التربوي: وتقدم دبلوم تكميلي للحاصلين على دبلوم لمدة سنتين بعد الثانوية في التخصصات: علوم قرآن-إسلامية-لغة عربية-رياضيات-اجتماعيات-معلم صف-علوم.
3-	وحدة التدريب والاستشارات: وتقدم خدماتها للمجتمع المحلي بتدريب الكوادر العاملة في المؤسسات ومنحها المعارف والمهارات اللازمة في علوم الحاسوب واللغات والسكرتارية.

### دائرة تطوير الأداء المالي والإداري
أنشئت بقرار من رئيس الجامعة رقم (344) لسنة 2004م ومن أهدافها العمل على رفع كفاءة أداء الجهاز الإداري بالجامعة وتحقيق الجودة في الخدمات والأعمال التي يؤديها والذي سوف يتوازى مع عملية تطوير الأنظمة الإدارية والمالية المتبعة وآليات تنفيذها والعمل على حوسبتها والرقي بها نحو العمل الخلاق الذي سوف يمكن الجامعة من أداء دورها بكفاءة، وبما يكفل لها القيام بمهامها الرئيسية والمتمثلة بالتدريس والبحث العلمي وخدمة المجتمع.

### دائرة العلاقات والأعلام والثقافة
أنشئت بقرار رئيس الجامعة رقم (103) في 24 أبريل 2006 للقيام بتنفيذ مهام: ترتيب استقبال ضيوف الجامعة مع وفود رسمية وأساتذة زائرين وباحثين مشاركين في فعاليات الجامعة الزائرين والمسافرين، وإنجاز المعاملات والإجراءات المطلوبة. كما تهدف إلى تعزيز دور الجامعة في التفاعل مع المجتمع، ونشر رسالة الجامعة والتعريف بنشاطاتها المختلفة، ونشر الثقافة والفكر والفن والسياسة والاجتماع، وتنمية مواهب المبدعين من طلاب وطالبات الجامعة، ونشر إنتاج الجامعة، وإصدار الصحف والمجلات والنشرات التي ترصد حركة الجامعة.

### مركز الإرشاد والبحوث النفسية
أنشأ بقرار من رئيس الجامعة رقم (4) لعام 2006م بتاريخ7/ 1/ 2006م وجاء تأسيس هذا المركز كخطوة متقدمة في طريق استمرارية الجهود المتواصلة من قبل قيادة الجامعة والمختصين فيها لتقديم الخدمة النفسية لأكبر قطاع ممكن من الطلبة وذلك إدراكا منهم للصعوبات التي يمكن أن تعيق أداء الطالب ويهدف المركز إلى هدفين رئيسيين يتمثلان في تقديم الخدمات الإرشادية والنفسية إلى المحتاجين إليها من طلبة الجامعة ومنتسبيها وأفراد المجتمع بصورة عامة ودراسة المجتمع الطلابي بصورة خاصة.
ويتكون المركز من وحدتين: الأولى: وحدة الإرشاد النفسي: وتختص بتقديم الخدمات الإرشادية النفسية والأكاديمية المناسبة لطبيعة مشكلات الطلبة (الشخصية –النفسية – الاجتماعية –الأكاديمية – المهنية....) كما تقدم الخدمة الإرشادية لأفراد المجتمع.
الثانية: وحدة البحوث: تعني بالتخطيط وتنفيذ الأبحاث العلمية وتقديم المشورة في المجال البحثي، كما تهدف وضع خطة لبناء وتقنين عدد من الاختبارات والمقاييس النفسية على البيئة اليمنية.

### دار جامعة تعز للطباعة والنشر
أنشئت دار جامعة تعز للطباعة والنشر بموجب اللائحة التنظيمية لها بموجب قرار رئيس الجامعة رقم (60) لسنة 2006م. ومن مهام وأهداف الدار: تأمين طباعة مختلف المطبوعات التي تصدرها الجامعة بمختلف مؤسساتها من كتب ودوريات وصحف ونشرات ومجلات علمية وتحقيق الاكتفاء الذاتي للجامعة في مجال طباعة المطبوعات ذات الصلة بمستلزمات العمل الإداري، والمالي وغيرها من المطبوعات التي تحيلها الجامعة للدار.

### مركز التنمية الإدارية
أنشئ المركز بموجب قرار رئيس الجامعة رقم (87) لسنة 2007م. ومن أهدافه الإسهام في تنمية الاقتصاد الوطني وتعزيز قدراته ومميزاته النسبية.
	تنمية أعمال الزبائن والعملاء من خلال الخدمات الاستشارية والتنفيذية التي يقدمها المركز للأفراد والمؤسسات العامة والخاصة والمستثمرين في السوق اليمنية.

### مركز التعليم عن بعـد
أنشئ المركز في 8 مايو 2007 بموجب قرار رئيس الجامعة رقم (110) لسنة 2007م ويهدف المركز إلى توفير فرص التعليم الجامعي لمن حرم منها لظروف اجتماعية أو جغرافية. والاستفادة من التكنولوجيا الحديثة في تطبيق الأساليب التقنية المتنوعة للتعليم كالصورة والصوت والفيديو والمواد التفاعلية. وتوفير أنظمة التعليم عن بعد (LMS) والقنوات الفضائية والإنترنت.
ونظام الدراسة فيه نظام فصلي عدا كلية الحقوق نظام سنوي – ومدة الدراسة فيها أربع سنوات، ويمنح الطالب المتخرج درجة الليسانس من الكلية المتخرج منها 	كلية التربية -	كلية الآداب - كلية العلوم الإدارية -	كلية الحقوق.(نظام عام). وتتم الامتحانات في مكاتب الجامعة في الخارج بإشراف دكاترة
برامج الدراسات العليا:(1.	البرامج المتاحة في كلية التربية.2. البرامج المتاحة في كلية الآداب.3.	أي برامج دراسات عليا تفتح في الكليات الأخرى بعد عرضها على المجلس العلمي للمركز العملي للمركز والموافقة عليها من مجلس الجامعة.4.	برامج الدراسات العليا التي يقدمها المركز كوكيل لمؤسسات علمية داخل الوطن العربي أو خارجه.
ويوجد للمركز مكاتب في الخارج هي (1.	مكتب الرياض.2.	مكتب جده 3.	مكتب البحرين.)

### مركز البحوث ودراسات الجدوى
أنشئ المركز بموجب قرار رئيس الجامعة رقم (109) لسنة 2007 م. ومن أهدافه تقديم الاستشارات وإجراء الدراسات المتصلة بالتنمية المحلية. وتقديم رؤى ومعالجات موضوعية مستمدة من دراسات وبحوث علمية واقعية لمتطلبات التنمية المحلية بعامة وتنمية الموارد البشرية بخاصة.ودراسة البيئة المحلية كبيئة استثمارية متنوعة في سياق توسيع مجالات الاستثمار وتنويعه وتقديم تصورات بحثاً عن الفرص الاستثمارية التي يمكن عرضها والترويج لها وسبل تجاوز المعوقات التي تؤثر على نشاطاته وكيفية معالجتها.
ويتكون من 5 وحدات هي (1.	وحدة التنمية البشرية.2.	وحدة الاستثمار ودراسات الجدوى.3.	وحدة البحوث التطبيقية.4.	وحدة بحوث التعليم والبيئة.
5.	وحدة البحوث والدراسات الاجتماعية

### دائرة التجهيزات والاستثمار
أنشأت دائرة المعامل والورش التجهيزات بناءً على قرار رئيس الجامعة رقم (435) بتاريخ 14/ديسمبر/ 2007م، حيث تعد دائرة المعامل والورش والتجهيزات الجهة المسئولة عن الإشراف على شؤون المعامل والورش وتجهيزاتها وصيانة الأجهزة والمعدات التابعة لها والتجهيزات المطلوبة للجامعة، والإشراف على المشاريع الإستثمارية في الجامعة، وتخضع للإشراف المباشر لرئيس الجامعة ويتولى إدارتها طاقم فني وإداري متخصص بحسب طبيعة الوظيفة، يتكون الهيكل التنظيمي لدائرة المعامل والورش والتجهيزات من الإدارات والأقسام التالية (أ‌)	رئاسة الدائرة -ب‌)	الإدارة العامة للمعامل والورش والتجهيزات -ت‌)	إدارة المعامل والورش، ويتبعها الأقسام التالية (قسم التنسيق والصيانة) ث‌)	إدارة التجهيزات والاستثمار ويتبعها الأقسام التالية (قسم التجهيزات والمتابعة، قسم الاستثمار ودراسة الجدوى.
ومن مهامه (	رسم الخطط الفنية الخاصة بعمل الدائرة والإشراف عليها. وإعداد دراسات الجدوى اللازمة لتجهيزات الأقسام والمراكز والكليات في الجامعة وبالتنسيق مع تلك الجهات، وإعداد إستراتيجية عامة للتجهيزات على مستوى الجامعة مبنية على أساس التنسيق التكاملي بين أقسام الكليات ومراكز الجامعة ومراحل التنفيذ وفق جدول زمني يراعي الأولويات ومجمل الخطط الأكاديمية والبحثية لجميع أقسام الكليات والمراكز التابعة للجامعة بالتنسيق مع الكليات والمراكز.

### مركز بحوث ودراسات تنمية المرأة
يهدف المركز إلى إجراء البحوث والدراسات التي من شأنها النهوض بدور المرأة اليمنية وتفعيل مشاركتها في مختلف المجالات الاجتماعية والثقافية والسياسية والاقتصادية، باعتبار المرأة مكونا من مكونات المجتمع اليمني، والنهوض بها وتنميتها يعني تحقيق النهوض والتنمية في الجوانب المجتمعية الأخرى.

### الدائرة القانونية
تعتبر الدائرة القانونية المسئولة عن إعـداد الصيغ القانونية لمختلف الوثائق وتقديم الاستشارات القانونية للجامعة وتتولى الدفاع عن الحقوق ومصالح أمــام السلطــات القضائية..